# Charleston (Arizona)
Charleston è una città fantasma degli Stati Uniti d'America della contea di Cochise nello Stato dell'Arizona.

## Storia
Fu occupata dalla fine degli anni 1870 fino alla fine degli anni 1880 e si trovava in quello che allora era conosciuto come il Territorio dell'Arizona. Situata sulla sponda occidentale del fiume San Pedro, l'economia di Charleston era basata sulla macinazione del minerale d'argento estratto dalla vicina Tombstone nella comunità di Millville, situata direttamente sul fiume.